# Идеальный свидетель
«Идеальный свидетель» (англ. Perfect Witness) — американский телефильм 1989 года режиссёра Роберта Манделя. Премьера фильма состоялась 28 октября на кабельном канале HBO.

## Сюжет
Владелец Нью-Йоркского ресторана Сэм Пэкстон (Эйдан Куинн), став свидетелем убийства горожан, сообщает об этом в полицию. После этого Куинн ввязывается в борьбу между мафией и прокурором Джеймс Фэлкон (Брайен Деннехи), который настаивает на том что это убийство является лишь частью серьёзной серии убийств. После того как мафия жестоко избила сына главного героя, Пэкстон отказывается давать показания, после чего прокурор обвиняет его в пособничестве мафии.

## Актёрский состав
- Брайен Деннехи — Джеймс Фалкон
- Эйдан Куинн — Сэм Пакстон
- Стокард Чэннинг — Лиз Сапперштайн
- Лаура Харрингтон — Дженни Пакстон
- Делрой Линдо — Бергер
- Джо Грифаши — Бризи
- Кен Погу — Костелло
- Маркус Фланаган — Вудс

## Номинации
Фильм номинировался на премию Эмми в 1990 году в номинации «Лучшая актриса второго плана в мини-сериале или кинофильме».